# かんぴょう

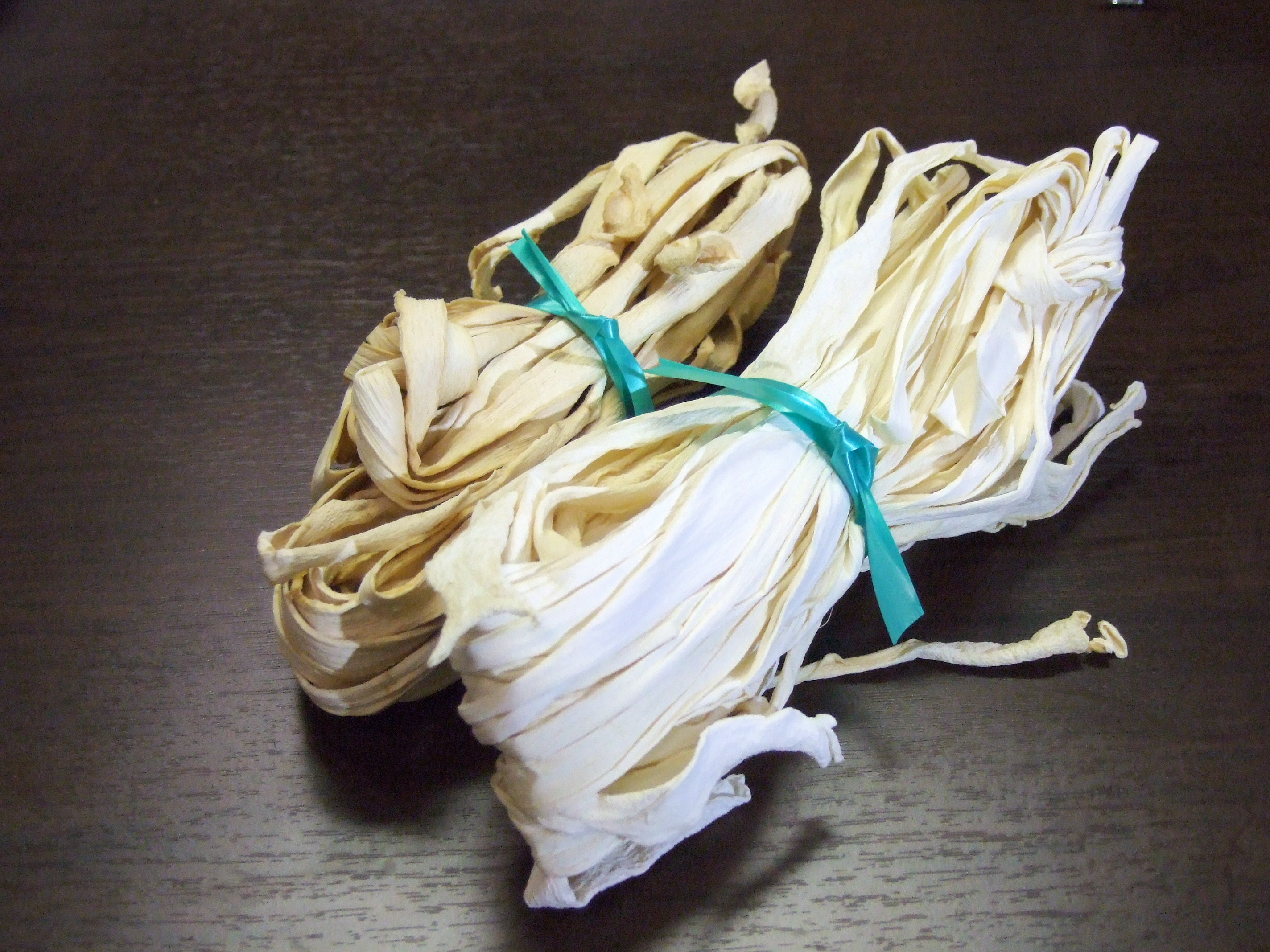
干瓢

干瓢（かんぴょう）は、ユウガオの果実（ふくべ）を紐状に剥いて、乾燥させた食品（乾物）である。「乾瓢」と表記されることもある。
水で戻して煮て、巻き寿司の具材や、煮物、和え物などとして使われる。低カロリーで食物繊維に富む。
日本での2021年流通量は1039トンで、中国産が852トン、国内産が187トンで、国内産のうち99％以上が栃木県で生産されている。

## 製法

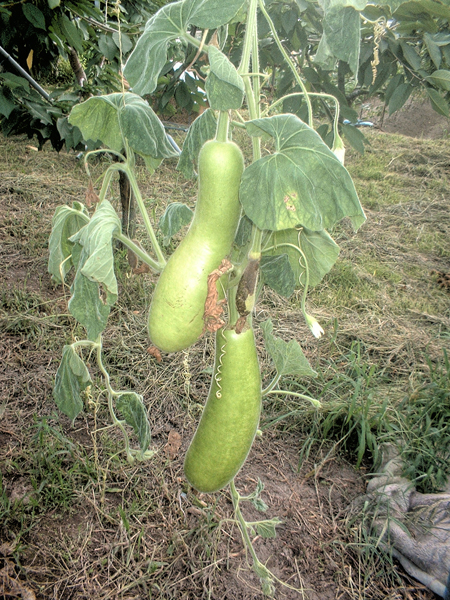
干瓢の原材料となるユウガオの実

栃木県では4月半ばにユウガオの苗を植え、5月に藁を敷いて乾燥や病気を防ぎ、実が7～8キログラムに育ったら夏場に収穫・加工する。このため気温の低い、日の出前の早朝に作業を行うことが一般的である。

### 加工
直径30cm程度になったユウガオの実を収穫し、伝統的には包丁で輪切りにし、中心部のワタをくりぬき、手鉋（てかんな）で内側から均等に削る。
主産地では加工が機械化されており、実を機械の軸に刺してペダルを踏むかモーターで回転させて、外皮、白い実の順に外側から帯状にむく。機械には足踏みレバーが付いており、実を回転させて、横から皮むき器を当て、まず硬い外皮から取り去る。次に、ぶれの出ないように、柄を半固定した鉋（かんな）の様な刃物を当てて、桂剥きのように帯状に長く剥く。
かんぴょう作りでは水にさらす工程のある地域（栃木県など）と、水にさらす工程のない地域（福島県など）がある。

### 乾燥
伝統的な製法では、かんぴょう干しには2日かかり、1日目に竹竿に吊るして干し、それを切り揃えて2日目にゴザの上に広げて干す。雨などの影響でかんぴょう干しに3日以上かかってしまうと茶色に変色する。
乾物の干瓢には、防カビ、防虫、変色防止のために亜硫酸ガスで硫黄燻蒸を行う漂白干瓢と、燻蒸を行わない無漂白干瓢がある。亜硫酸は有害物質であり、食品衛生法では干し干瓢1kgにつき5.0g以上残存しないように使用しなければならない。
重さ6 - 7キログラムのユウガオから、約150グラムの干瓢が作られる。

## 産地・歴史

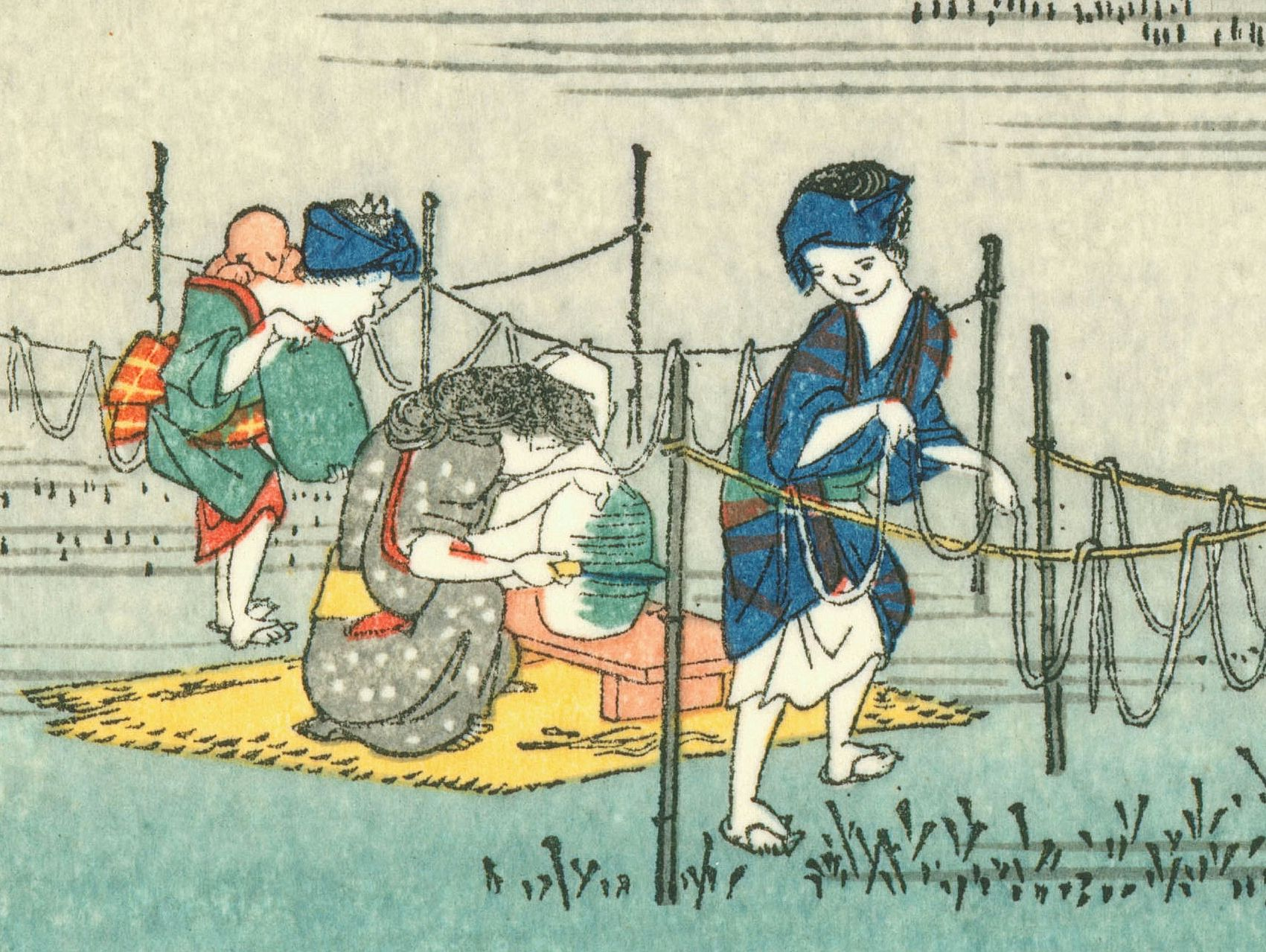
浮世絵に見える干瓢干し（『東海道五十三次』水口宿

16世紀、中国に渡った留学僧が精進料理に使われていた干瓢を持ち帰ったとする資料もある。
『毛吹草』や『五畿内志』などの文献によれば、大坂の木津村が、かんぴょう産地として古くから有名であり、韓国から種を持ち帰ったとする神功皇后伝説に由来する日本のかんぴょう発祥の地とされている。江戸時代にかんぴょうの生産は水路を経て近江国の水口（現在の滋賀県甲賀市）に伝わり、近江の特産品となった。歌川広重の浮世絵連作『東海道五十三次』では、水口宿の絵に干瓢を干す姿が描かれている。
かんぴょうの主産地は20世紀以後、栃木県南部が主な産地となっており、日本のかんぴょう生産の8割以上を占めている。1712年に水口藩藩主だった鳥居忠英が下野国（栃木県）壬生藩に国替えとなった際に、水口からユウガオの種を取り寄せたことが栃木県のかんぴょう生産の始まりといわれている。
日本で消費される干瓢のうち、8割は輸入品（中国産など）で、主に業務用で使われる。国産は2割で、消費者へ直接小売りされる商品に多い。ちなみに、中国でも乾燥させたものを食用とする。
1970年、消費者物価指数の対象品目から除外された。

## 食材・料理
全国的には、巻き寿司の干瓢巻きや太巻き寿司やちらし寿司の具、煮物の昆布巻きや揚げ巾着、ロールキャベツの結束に用いるのが一般的な用途である。
産地の栃木県では、この他に、煮物、炒め物、金平、卵入りの干瓢汁（海苔入りは「かみなり汁」と呼ばれ学校給食で出される）、酢の物等にも用いることが多い。近年では、サラダ材料や揚げ物の衣としての使い方も広がりつつある。壬生町では、壬生藩が栽培を奨励して藩主鳥居忠燾が食していた記録（『御献立帳』）も残ることから、かんぴょう料理をご当地グルメとして売り出しており、ユウガオを材料にしたスイーツもある。
漂白干瓢は乾物から戻す時に、塩揉みと下ゆでをして、硫黄の残留物を除去する必要がある。無漂白干瓢は薄い褐色で、自然な甘味や旨味があり、柔らかく仕上がるが価格は漂白品に比べて一般に高い。

### 鉄砲巻き
海苔を半分に切って直径3センチメートル程度に細巻きにした海苔巻き。乾燥させた干瓢を水で戻し甘辛く煮たものを使用。その黒い細身の姿から鉄砲巻きとも呼ばれる。食べるときは二等分に切り、さらに二等分もしくは三等分に切る。

### 木津巻き
寿司屋の符牒で干瓢巻きのことを「木津巻き」と呼ぶ。その由来には下記のように諸説があり、いずれもゆかりの地名から取っているとされる。
1. 摂津国木津が干瓢生産の発祥の地といわれ、また干瓢生産が盛んであったから。
2. 山城国（京都府南部）から木津川を下り摂津の木津へ運ばれ、そこで干瓢巻が誕生したから。大正時代から昭和にかけて大阪の市場では山城の木津干瓢はブランドとなっていた。故に、関西では干瓢のことを木津とも呼んでいた。
3. 正徳二年に近江国水口藩から下野国壬生藩に国替えになった鳥居忠英が、干瓢の栽培を奨励したことが、今日の栃木県の干瓢生産の興隆につながっている。その水口藩内の産地が木津であったから。

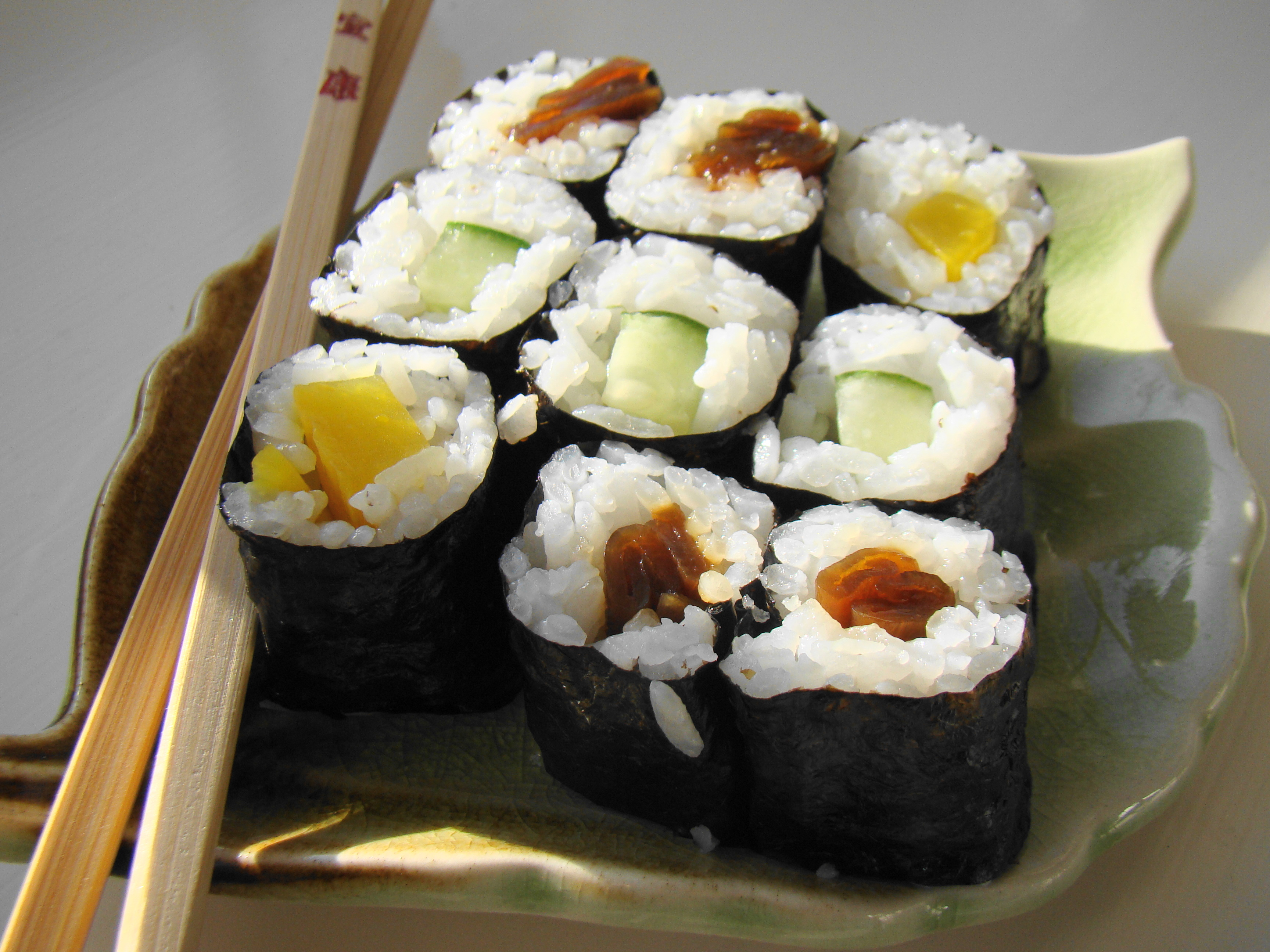
3種類の細巻。茶色い具が干瓢。緑色はかっぱ巻き（キュウリ）、黄色は新香巻（沢庵漬け）である。
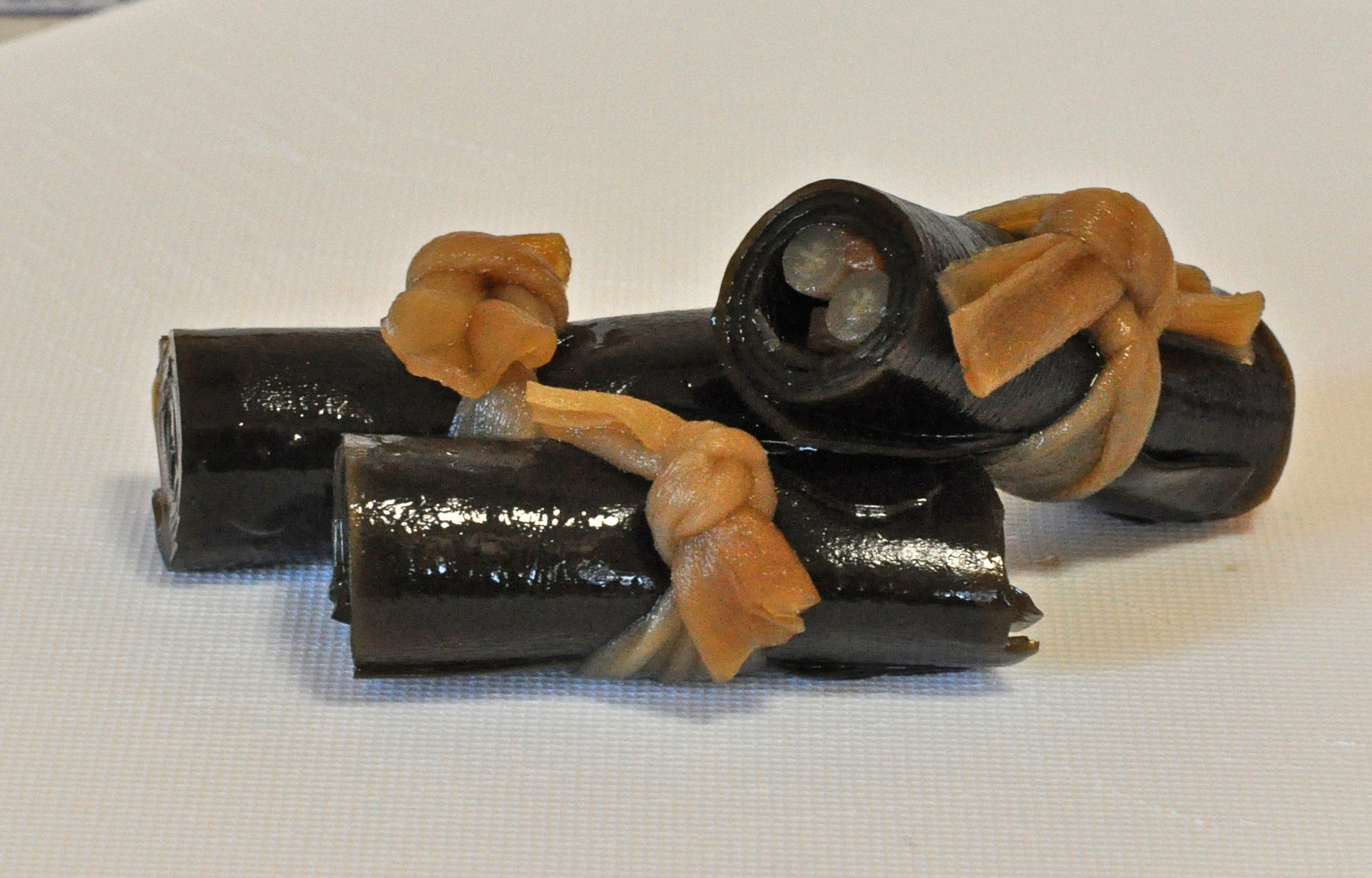
干瓢で結んだ昆布巻き

## 食材以外での利用
かんぴょうの弾力は人の皮膚に似ていることから、栃木県宇都宮市所在の医療器具製造のマニーと同県下野市の自治医科大学が協力、かんぴょうを使った縫合練習キットを開発している。

## 備考
- 1月10日は、干瓢の日である。
- シンガーソングライターのサトウヒロコは、出身地である栃木県下都賀郡壬生町の「かんぴょう大使」を務めている[17]。